# エイレーネー (ギリシア神話)

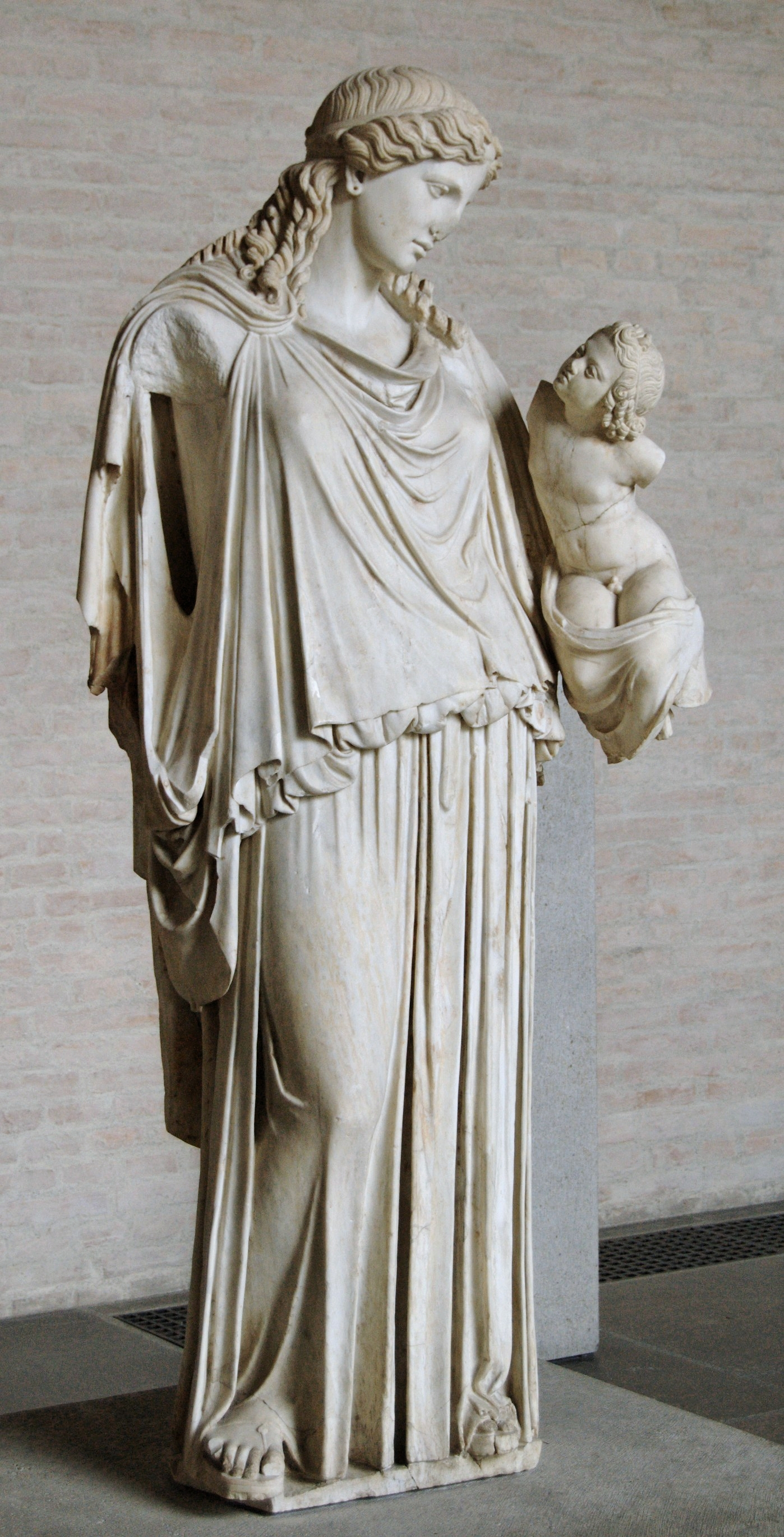
エイレーネー像。アテーナイのアゴラにあったケピソドスによる奉納像のローマ時代のコピー。左手に幼いプルートスを抱いている。

エイレーネー（古希: Εἰρήνη、古代ギリシア語ラテン翻字: Eirḗnē、ラテン語: Irene）は、ギリシア神話に登場する平和を司る女神である。ホーラー3姉妹の1人。ローマ神話のパークスと同一視される。長母音を省略してエイレネとも表記される。
ゼウスとテミスの娘で、エウノミアー、ディケーと姉妹。